# Império Tibetano
O Império Tibetano ou Império do Tibete (em tibetano: བོད་ཆེན་པོ; Wylie: bod chen po, "Grande Tibete") existiu entre os séculos VII e IX (629 à 841) quando o Tibete foi unificado em um grande e poderoso império, e dominava uma área consideravelmente maior que o Planalto Tibetano, estendendo para partes do Leste Asiático, Ásia Central e sul da Ásia. Seu primeiro imperador foi Songtsen Gampo, que é considerado um antepassado de Gengis Cã.
Quando o Tibete foi unificado como um grande e poderoso império e se estendia da Mongólia à Baía de Bengala, e governou uma área consideravelmente maior do que o Planalto Tibetano, que se estendeu para partes do Leste Asiático, Ásia Central e Ásia do Sul. 

## Namri Songtsen e a fundação da dinastia
O governo do Império Tibetano iniciou-se no castelo de Taktsé (em tibetano: Wylie: Stag-rtse), em Chingba (Phying-ba). Ali, de acordo com a Crônica Tibetana Antiga, um grupo convenceu Tagbu Nyazig (Stag-bu snya-gzigs) a se rebelar contra Gudri Zingpoje (Dgu-gri Zing-po-rje), o qual era um vassalo do império de Zhangzhung sob a dinastia de Lig myi.

## Exército
Os oficiais do Império Tibetano não eram empregados a todo momento, sendo convocados apenas para eventos específicos. Esses guerreiros tinham seu ofício denotado por uma flecha dourada de sete polegadas de comprimento. Eles se reuniam anualmente para jurar fidelidade, e a cada três anos para celebrar um banquete sacrificial.